# Hudukula, Bangarapet
Hudukula là một làng thuộc tehsil Bangarapet, huyện Kolar, bang Karnataka, Ấn Độ.